# Палома (ураган)
Ураган «Палома» (англ. Hurricane Paloma) — став сьомим за потужністю листопадовим ураганом в Атлантиці. Це був шістнадцятий тропічний шторм, восьмий ураган і п’ятий великий ураган сезону атлантичних ураганів 2008 року. Ураган пізнього сезону встановив кілька рекордів за своєю інтенсивністю та формуванням. Палома була шостим найпотужнішим листопадовим ураганом в Атлантичному басейні, поступаючись лише урагану «Куба» 1932 року, ураганам «Йота» та «Ета» 2020 року та урагану «Ленні» 1999 року та «Мішель» 2001 року. Це також стало першим випадком, коли принаймні один сильний ураган утворювався кожного місяця сезону ураганів з липня по листопад, і лише в червні не було сильного урагану в сезон.
Циклон зародився біля берегів Нікарагуа і Гондурасу 5 листопада 2008 року. 8 листопада циклон посилився до 4 категорії за шкалою Саффіра-Сімпсона поблизу Кайманових островів. 9 листопада він досяг Куби в районі міста Санта-Крус-дель-Сур, втративши на той момент силу до 2 категорії. У вісьми провінціях було оголошено штормове попередження, відмінені автобусні рейси, здійснено превентивних заходів для зменшення збитків, зокрема евакуйовано 500 тисяч осіб.
За підсумками, на Кайманових островах і Кубі було зрунувано сотні будинків, порушено лінії електропередач та телефонний зв'язок. Загальні збитки від урагану склали 15 млн. доларів США на Кайманових островах і 300 млн доларів на Кубі.
В цьому році Куба найбільше постраждала від руйнівних ураганів Густав та Айк: вони завдали острову збитків, що оцінюються в 9,4 млрд доларів США.

## Ресурси Інтернету
- Національний центр поргнозування ураганів [Архівовано 24 лютого 2011 у Wayback Machine.]
- HPC rainfall page for 2008 Tropical Cyclones
- Ураган "Палома" почав стихати // Бі-бі-сі. Неділя, 09 листопада 2008 [Архівовано 9 березня 2016 у Wayback Machine.]

| Погода | Це незавершена стаття з метеорології. Ви можете допомогти проєкту, виправивши або дописавши її. |